# Цидинжапов Гомбожап Цидинжапович
Гомбожап Цидинжапович Цидинжапов (1905—1980) — бурятський радянський актор, театральний режисер, театральний діяч і драматург. Народний артист СРСР (1940). Лауреат Сталінської премії другого ступеня (1949). Один із засновників бурятського професійного театру. Член КПРС з 1939 року.

## Біографія
Народився 20 квітня (3 травня) 1905 року в селищі Любчикан (нині — улус Улюкчикан, Баргузинський район, Бурятія) (за іншими джерелами — улус Улюн) в селянській родині.
У ранньому віці його віддали на виховання в буддійський монастир — дацан, де Гомбожап пробув 7 років. У монастирі вивчав тибетську медицину, тибетську мову і старомонгольську писемність, займався музикою, грав на бішхурі. Втікши з дацана, працював батраком.
Після приходу радянської влади, практично не знаючи російської мови, в 1925 році вступив до Верхньоудинського педагогічного технікуму. Відвідував музичні курси. У 1926 році закінчив етнографічні курси. Потім працював у Державному музичному пересувному ансамблі при Наркомпросі Бурят-Монгольської АРСР.
Навесні 1930 року Цидинжапова відряджають до Москви на курси з художньої роботі при Центральному будинку самодіяльного мистецтва (раніше — Будинок театрального освіти імені академіка Василя Полєнова). В 1931 році він вступив на режисерсько-педагогічний факультет Російського інституту театрального мистецтва, який закінчив у 1935 році.
У 1934—1948 роках — актор і режисер (з 1936 року — художній керівник) Бурятського драматичного театру. У 1948 році театр був реорганізований: музичний театр був відділений від драматичного. На основі музичного був створений Бурятський театр опери і балету.
З 1948 року Цидинжапов — головний режисер Бурятського драматичного театру, а у 1948—1960 роках — головний режисер Бурятського театру опери та балету.
В 1940 році, в рамках «днів Бурятії в Москві», відбулися гастролі театру. Виступи артистів були високо оцінені керівництвом, театр і сам Цидинжапов були нагороджені орденами Леніна. Взимку 1943 року очолювана ним концертна бригада виїжджала на Білоруський фронт.
У 1945—1946 роках Цидинжапов стажувався у МХАТі.
У 1951 році висувається на посаду заступника голови Ради міністрів Бурят-Монгольської АРСР. Під його керівництвом проектувалася і споруджувалася оригінальна нова будівля театру опери і балету.
Після виходу на пенсію працював в культпросвітучилищі, потім на режисерському відділенні в Східно-Сибірському інституті культури.
Депутат Верховної Ради РРФСР 2—4-го скликань і Верховної Ради Бурятської АРСР 3-го і 4-го скликань.
Помер 14 квітня 1980 року. Похований на Заудинському кладовищі міста Улан-Уде.

## Творчість
Серед акторських робіт — Отелло («Отелло» Шекспіра), Шарлай («Ержен» Балдано і Еделя), Платон («Платон Кречет» Корнійчука), В. І. Ленін («Кремлівські куранти» Погодіна).
У 1938 році в Бурятському драматичному театрі поставлена перша національна музична драма «Баїр» Павла Берлінського на текст Г. Цидинжапова й Аполлона Шадаєва. У 1940 році драма була поставлена у другій редакції спільно Бау Ямпіловим. У багатьох національних театрах СРСР у той час музична драма була перехідним жанром до опери.
Автор лібрето музичної драми «Баїр» (спільно з А. Шадаєвим), п'єс — «Снайпер», «Син народу» (обидві в 1943 році) і сценарію художнього фільму «Золотий будинок» (спільно з Валентином Єжовим і Даширабданом Батобажаєм).
Постановки:
- драматичні вистави — «Один з багатьох» Балдано (1937), «Снайпер» Цидинжапова (1943), «Кремлівські куранти» (1947), «Ровесники» Батомунко Пурбуєва (1959);
- опери — «Євгеній Онєгін» Чайковського (1943), «На Байкалі» Кніппера (1948), «Тихий Дон» Дзержинського (1953).

## Вшанування
- Іменем Гомбожапа Цидинжапова названий «Бурятський державний ордена Леніна академічний театр опери та балету».
- Гомбожап Цидинжапов — автор книги «Бурятська кухня».

## Актор кіно
- 1953 — «Випадок в тайзі»
- 1959 — «Золотий дім»
- 1968 — «Останнє викрадення»
- 1971 — «Кочовий фронт»
- Господар Червоних гір — Челябінська студія телебачення

## Звання та нагороди
- Народний артист Бурят-Монгольської АРСР (1939)
- Народний артист СРСР (1940)
- Сталінська премія другого ступеня (1949); за заслуги у розвитку бурят-монгольського театру
- Орден Леніна (1940)
- Орден Трудового Червоного Прапора (1948)
- Медалі
- Почесний громадянин Улан-Уде (1975).